# Піхотна дивізія «Теодор Кернер»
Піхотна дивізія «Теодор Кернер» (нім. Infanterie-Division Theodor Körner) — дивізія Вермахту, що існувала наприкінці Другої світової війни.

## Історія
Піхотна дивізія «Теодор Кернер» сформована 4 квітня 1945 року в ході 35-ї хвилі мобілізації в Дальгов-Деберіц у 3-му військовому окрузі на навчальному центрі «Доберіц» на основі залишків 215-ї піхотної дивізії та 7500 чоловіків 3-ї дивізії Імперської служби праці. Від Імперської служби праці до складу з'єднання увійшло 1500 осіб рядового та фельдфебельського складу, 2500 навчених працівників та 3500 рекрутів служби. Дивізія розгромлена у травні 1945 року та здалась американським військам на Ельбі.

## Райони бойових дій
- Німеччина (квітень — травень 1945).

## Командування
- генерал-лейтенант Бруно Франкевіц (нім. Bruno Frankewitz) (4 квітня — 8 травня 1945).

### Підпорядкованість
| Час     | Корпус  | Армія       | Група армій (округ) | Штаб |
| ------- | ------- | ----------- | ------------------- | ---- |
| 1945    |         |             |                     |      |
| квітень | XX-й ак | 12-та армія | Група армій «Вісла» |      |

## Склад
| 1944                                   |
| -------------------------------------- |
| 1-й гренадерський полк «Теодор Кернер» |
| 2-й гренадерський полк «Теодор Кернер» |
| 3-й гренадерський полк «Теодор Кернер» |
| Фузілерний батальйон «Теодор Кернер»   |
| Артилерійський полк «Теодор Кернер»    |
| Протитанковий загін «Теодор Кернер»    |
| Інженерний батальйон «Теодор Кернер»   |
| рота зв'язку «Теодор Кернер»           |